# عدو المرأة (فلم 1946)
شفايف هو فيلم مصري تم إنتاجه عام 1946، تأليف محمد حسن كامل وبديع خيري، وإخراج عبد الفتاح حسن و بطولة محمد فوزي وصباح.

## فريق العمل
إخراج: عبد الفتاح حسن
تأليف:
- محمد حسن كامل
- بديع خيري

بطولة:
- محمد فوزي (صلاح)
- صباح (فاتن)
- زكي رستم (رؤوف)
- رياض القصبجي
- عبد المجيد شكري

## روابط خارجية
- مقالات تستعمل روابط فنية بلا صلة مع ويكي بيانات